# Simon O. Slagslager
Simon O. Slagslager is een stripfiguur in de Bommelsaga van Marten Toonder. Hij vertoont duidelijke gelijkenis met de meesteroplichter Joris Goedbloed.
Simon Slagslager komt voor het eerst voor in het verhaal Het slaagsysteem uit 1955. Hij is dan directeur van de slaagsysteemcursussen en neemt het op zich van heer Bommel een geslaagd heer te maken. Heer Bommel overleeft deze cursus ternauwernood.
In Het stenenbeenprobleem uit 1957 geeft Simon Slagslager voor hoogleraar aan de "universiteit van het Positieve Denken" te zijn. Hij belooft heer Bommel te genezen van diens verstening van de linkervoet. Hij wijt de verstening aan de negatieve houding van de patiënt en wil dat genezen met behulp van een "looppratertje" en een roze bril, beide tegen aanzienlijke kosten.